# Estación Los Pellines
Los Pellines es una estación de ferrocarriles chilena en desuso, ubicada en la comuna de Llanquihue, Región de Los Lagos. Es parte de la Línea Troncal Sur.

## Historia
Con la llegada del ferrocarril hasta Osorno, los planes de potenciación de la economía y conexión nacional llevan a continuar la extensión del ferrocarril desde la estación Osorno hasta la ciudad de Puerto Montt. Las obras se iniciaron en junio de 1907; el primer convoy de pasajeros entre Osorno y la estación Puerto Montt operó en julio de 1912, El servicio desde Iquique hasta Puerto Montt se inauguró el 23 de noviembre de 1913.
La estación fue construida en algún momento entre 1929 y 1938. Con la instalación del recinto ferroviario surgió la localidad homónima. Durante la década de 1960 la estación continuó prestando servicios de pasajeros y seguía existiendo hacia 1996.
Actualmente la estación no presta ningún servicio.